# Leapin' and Lopin'
Albums de Sonny Clark
Sonny Clark Trio
(1959)
Leapin' and Lopin' est un album de jazz du pianiste américain Sonny Clark, enregistré le 23 novembre 1961 pour Blue Note Records.

## Titres
Édition originale Blue Note BLP 4091 :
| No | Titre             | Musique                         | Ordre des prises | Durée |
| -- | ----------------- | ------------------------------- | ---------------- | ----- |
| 1. | Somethin' Special | Sonny Clark                     | prise n° 12      | 6:18  |
| 2. | Deep in a Dream   | Jimmy Van Heusen, Eddie DeLange | prise n° 24      | 6:42  |
| 3. | Melody for C      | Sonny Clark                     | prise n° 18      | 7:45  |
| 4. | Eric Walks        | Butch Warren                    | prise n° 21      | 5:37  |
| 5. | Voodoo            | Sonny Clark                     | prise n° 7       | 7:37  |
| 6. | Midnight Mambo    | Tommy Turrentine                | prise n° 17      | 7:10  |

## Personnel
Pour tous les titres sauf Deep in a Dream
- Trompette - Tommy Turrentine
- saxophone ténor - Charlie Rouse
- Piano - Sonny Clark
- Basse - Butch Warren
- Batterie - Billy Higgins

Pour Deep in a Dream
- Ike Quebec remplace Charlie Rouse au saxophone ténor.